# Body Language Live
Body Language Live DVD je snimka promotivnog koncerta od Kylie Minogue koji se zove  "Money Can't Buy". Minogue je izvodila pjesme s njenog albuma iz 2004. godine, "Body Language", te svoje najveće hitove. Na DVD-u su također spotovi od pjesama  Slow, Red Blooded Woman i Chocolate; kratki dokumentarni film, snimci iz raznih kutova, galerija s 2 screensavera, 4 pozadine za računar i web poveznica.

## Popis pjesama
1. "Still Standing"
2. "Red Blooded Woman"
3. "On a Night Like This"
4. "Je t'aime" / "Breathe"
5. "After Dark"
6. "Chocolate"
7. "Can't Get You Out of My Head"
8. "Slow"
9. "Obsession"
10. "In Your Eyes"
11. "Secret (Take You Home)"
12. "Spinning Around"
13. "Love at First Sight"